# Marguerite Achard
Marguerite Achard, née Marguerite Eugénie Rosalie Achard le 26 mars 1874 à Paris et morte le 1er mars 1963 à Montereau-Fault-Yonne, est une harpiste, compositrice, professeure de harpe et pédagogue française.

## Biographie
Nièce du ténor Léon Achard, elle étudie la harpe au Conservatoire de Paris avec Alphonse Hasselmans et obtient un  premier prix  le 3 juillet 1892.
Elle donne des cours particuliers de harpe à Paris et au conservatoire de Versailles ; elle est nommée Officier de l'instruction publique en 1903.
En 1908, Marguerite Achard est la soliste du troisième concert de la Société symphonique à La Rochelle.

## Œuvres
- Reproches op. 1 pour harpe seule, (1896)
- Méditation op. 2 pour harpe seule partition en ligne
  - Menuet, op. 4 pour harpe seule
  - Berceuse op. 5 pour harpe seule
  - Mélancolie op. 6 pour harpe seule
  - Prière, op. 3 avec Violon concertante ad libitum
- Chanson bénie, poème parlé avec accompagnement de harpe, texte : Grenet-Dancourt
- O salutaris hostia pour voix, harpe et orgue
- Prière, op. 8 pour piano et violon
- Caprice oriental
- Récréations pour la harpe, U.-T. du Wast, Paris, (1897)
- Recueillement pour harpe avec piano et orgue ou harmonium op. 9 (1898)
- Nature ! mélodie, op. 10 pour chœur et harpe, texte : Charles Giugno, Lertande, Paris, (1898)
- Fleurs chéries, mélodie op. 11 pour chœur et harpe texte : E. Delanchy, Paris, (1898)
- Pastorale pour harpe op. 12, Henry Lemoine & Cie, Paris, (1895
- Chanson de la cavalière op. 13 pour chœur et harpe, texte : Jacques Richepin, (1902)
- Légende corse pour harpe op. 16 (1906)
- J'ai frissonné ! Paroles de E. Guinand, (1907)
- Impression d'orient, souvenir de Thérapia , op. 19, pièce de caractère pour harpe, E. Costil, Paris, (1908)
  - Erinnyes, Élegie de Jules Massenet, transcription pour harpe
  - Clair de lune de Werther de Jules Massenet , arrangement pour harpe, Heugel, Paris, (1907)
  - Hérodiade , Prélude du troisième acte de l'opéra de Jules Massenet, transcription pour harpe

### Publications
- Abrégé, premières leçons et principes de harpe, conformes à la méthode adoptée par le Conservatoire de Paris (1897)
- Premières leçons et principes de harpe, op. 7, U.-T. Du Wast, Paris (1897) lire en ligne

## Jugement
Mlle Marguerite Achard, Harpiste est un recueil d'articles de presse, de critiques, et de programmes de récital (lire en ligne)